# Реннертсгофен
Реннертсгофен (нім. Rennertshofen) — громада в Німеччині, розташована в землі Баварія. Підпорядковується адміністративному округу Верхня Баварія. Входить до складу району Нойбург-Шробенгаузен.
Площа — 93,07 км2. Населення становить 4949 ос. (станом на 31 грудня 2020).